# تريومف تايجر تي 110
تريومف تايجر تي 110(بالإنجليزية: Triumph Tiger T110)‏ هي دراجة نارية من تصنيع شركة تريومف تم إنتاجها في الفترة من 1953 وحتى 1961.وهي تعتبر تطوير للدراجة تريومف ثندربيرد وظهرت لأول مرة عام 1954.